# 橋本楓
橋本 楓（はしもと かえで、1997年1月21日 - ）は、日本の女性タレントであり、女性アイドルグループ・アイドリング!!!の元メンバー。神奈川県出身。
同じくアイドリング!!!などのグループのメンバーとして活動した橋本瑠果は実妹。

## 略歴

### アイドリング!!!時代（2009年 - 2015年）
芸能事務所ワタナベエンターテインメントスクール10期生として、傘下のビスケットエンターティメントに所属する。
2009年 アイドリング!!!加入
4月、アイドリング!!!に3期生として加入、21号として活動する。
7月、モデルとして、ファッション誌『Hana* chu→』に出演。
11月、1stイメージビデオ『Start! 〜1stめーぷる〜』をリリース。
2010年
2月、2ndイメージビデオ『Pretty!〜2nd めーぷる〜』をリリース。
6月、『Hana* chu→』の専属モデルとなる（ - 2011年4月）。
7月17日、自身と同事務所所属の高橋胡桃、平山佳奈による中学生3人で「わた♡チュー」を結成。
11月、「ネスカフェ エクセラ」でテレビCMに初出演。
2011年
6月、モデルとして、ファッション誌『ラブベリー』に出演。
7月、5人主演ドラマ『シークレットガールズ』に出演。出演メンバーの朝日奈央、伊藤祐奈、冨田真由、三橋奈波と共にアイドルグループ「シークレットガールズ」を結成。
8月、『ラブベリー』の専属モデル（ラブベリーナ）となる（ - 2012年2月）。
9月、高橋胡桃、玉川来夢と、アイドルユニット「ChocoLe」を結成。
2012年
10月、『ダウト! 国立公安女子校』で舞台初出演。
12月、3rdイメージビデオ『IDOL NOTE〜目指せアイドル!編 橋本楓〜』をリリース。
2013年
6月、4thイメージビデオ『IDOL NOTE〜ユニット結成編 橋本楓〜』をリリース。『確証〜警視庁捜査3課』でテレビドラマデビュー。
9月、ミスヤングチャンピオン2013グランプリに選出される。以降、ヤンチャン学園のメンバーとしても活動する。
10月、アイドル番組『ミスヤングチャンピオン2013ch』にレギュラー出演。スポーツ応援アイドルユニット「mobcastガール」の2代目メンバーに就任。
11月、イメージビデオ『ミスヤングチャンピオン2013』をリリース。
12月、妹の橋本瑠果と共に、ファッションブランド・SPINNSの「双子コーデ」モデルに選出される。
2014年
5月、トーク番組『WEッス!』にレギュラー出演。冠番組『橋本楓 プレミアム放送』を開始。
6月、アイドリング!!!の同期生である橘ゆりか、大川藍と共に派生ユニット「HIP♡ATTACK fromアイドリング!!!」を結成。
9月、出演舞台『CHANGE』が上演。15日、原宿警察署の一日警察署長を務め危険ドラッグ撲滅のPRを行った。
12月、主演オリジナルビデオ『ぞくり。怪談夜話 7人の呪われた少女たち』（「ストーカー」主演）がリリース。
2015年 アイドリング!!!卒業
4月、大学に進学。
5月、倉田瑠夏との共演冠番組『るかえで×アイドリング!!!』の放送開始。
6月、主演オリジナルビデオ『ぞくり。3 怪談夜話〜奇妙な呪い〜』（「ホラー映画鑑賞会」主演）がリリース。
10月、在籍していたHIP♡ATTACKの活動が終了。トーク番組『原宿パーティー7』にレギュラー出演。
10月31日、約6年半在籍したアイドリング!!!を卒業。

### タレント活動（2015年 - 2018年）
2016年
2月、ChocoLeのメンバーに、妹の瑠果を加えた期間限定ガールズ・ユニット「ビターチョコレート」を結成。
4月、情報番組『シューイチ』のお天気キャスターに就任。主演舞台『失神タイムスリドル』が上演。
5月、トーク番組『原宿パーティー9』にレギュラー出演。
2017年
1月、準主演舞台『憑依だよ! 栗山ハルコさん』が上演。舞台終了に伴い、期間限定であったビターチョコレートの活動が終了。
3月、ヒロイン出演舞台『家族と呼ばないで -I can't say it enough-』が上演。
4月、出演舞台『ブラックダイス』が上演され、かつてのアイドリング!!!の同僚・古橋舞悠と共演。
5月、出演舞台『都落ちコンダクターの一振』が上演。
6月、橋本姉妹チャンネルを開設。
8月、短編舞台『榊原さんは永遠に憂鬱なのかもしれない』が上演され、複数シナリオの配役を演じる。
9月、アイドリング!!!OGが集結した次世代への新番組『アイドルING!!!』に参加。
11月、eスポーツイベント『Tokyo E-sports Festival』に参加し、アイドリング!!!OG名義でライブ出演。
2018年
2月、ワタナベガールズだけの出演舞台『四人』が上演。同月末をもってビスケットエンターティメントを退所。

### フリーランス（2019年 - ）
2019年6月より、ガールズユニット「HONEY POPCORN」のメンバー・SARAとして短期間活動した。
2020年10月末、古巣アイドリング!!!最後の同窓会番組『バカリズム特番』に参加。
2021年6月、妹の瑠果とともにセレクトショップ「Emily」を立ち上げる。
2022年4月、オンラインでのファンミーティングを妹の瑠果とともに開催、久方ぶりの芸能活動となった。

## 人物
特技は、ダンス、フラダンスとボディーボード、変顔、ものまね、料理。好きな食べ物は果物全般で、特にスイカ。嫌いな食べ物は、ピーマン。得意教科は、現代文。苦手教科は、数学と英語。2012年高校入試の面接で「12の2/3は」と聞かれて「9」と答え、単純問題を間違える程だったが、無事合格となったエピソードがある。普通自動車免許を所持している。将来の目標は保育士。
3姉妹
愛称は「かえぴょん」。橋本3姉妹の次女。アイドリング!!!の同僚でもあった橋本瑠果は末女で、長女もアイドリング!!!の新メンバーとして登場した事がある。瑠果とは互いに「かえで」「るか」と呼び合い、なお、長姉の橋本夏希を「なっち」と呼んでいる。本人は「姉と瑠果はアウトドア派で、自分は家でゆっくりしたい方」だと明かしている。
アイドル活動
在籍していたアイドリング!!!をはじめ「HIP♡ATTACK fromアイドリング!!!」「ChocoLe」「シークレットガールズ」「ヤンチャン学園」「ワタナベガールズ」「わた♡チュー」「モブキャストガール」「ビターチョコレート」など、携わったアイドルグループ・ユニットは多岐にわたる。

## グループ活動

### ChocoLe/ビターチョコレート関連
「ChocoLe（チョコレ）」
女性アイドルグループ・アイドリング!!!在籍中の2011年11月、所属事務所・ワタナベガールズの同僚だった高橋胡桃・玉川来夢と共にアイドルユニット「ChocoLe」を結成した。
高橋・玉川がアイドリング!!!に加入した前後の期間まで精力的に活動し、シングル2枚などの実績を残した。以降は単発の活動に止どまっている。
「ビターチョコレート（bitter chocolate)」
アイドリング!!!卒業後の2016年2月末、ChocoLeのメンバーに妹・橋本瑠果を加えた4名で新ユニットを結成。
ポップンマッシュルームチキン野郎主宰・吹原幸太協力の新演劇プロジェクト『ホットポットクッキング』の舞台に連動した、期間限定のユニットとして企画されたもので、メンバーは主演舞台やライブイベント等で活動をしている。ユニット名は、その主演舞台で演じるアイドルグループの名でもあり、「ChocoLeに似たのは偶然で驚いた」とメンバーは述べている。また、「ChocoLeから進化したもの」だとも説明している。
当該の舞台は2016年春に終了したものの、次作の『ホットポットクッキング』名義の舞台化継続が公表された。それに伴いユニット活動も継続の延長していたが、2017年初頭 第2弾舞台の限定期間終了に伴い一旦活動を終了した。その後同年夏にも第3弾舞台が企画されたが、グループとの関連性を明らかにしないままで上演。後にメンバーから「ビターチョコレート」としての活動は、第2弾舞台で最後であった事が明かされた。

### アイドリング!!!関連
アイドリング!!!では21号、イメージフラワーは「スズラン」。
3期生
歴代メンバーの内、橘ゆりか・大川藍と同期で、共に「HIP♡ATTACK fromアイドリング!!!」のメンバーでもある。
愛称 / キャラクター
愛称は「かえぴょん」。一人称は「かえで」。アイドリング!!!MCのバカリズムからは「かえでちゃん」と呼ばれている。
歴代最年少の12歳で加入し、5期生が加入するまで最年少メンバーだった。グループ全体の妹分として、長年に渡り可愛がられていた。アイドル性も高く、グループのカラーとはまた違った正統派路線に位置していた。
裏声のような声質のため滑舌に難があり、説明はあまり上手くない。横山ルリカは、「何を言っているのか分からない時、話に合わせて適当に相槌を打っていた」と述べている。おバカなキャラでもあり珍解答も多いが、それらの非を簡単に認めない、掴み所が無い面がある。言動に関して「頭の回転が早い」とメンバーは評し、バカリズムは「実は計算高くて賢いのでは」とも述べている。
メンバーとの関係
歴代メンバーの内、小泉瑠美（トライストーン・エンタテイメントに移籍）・三宅ひとみ・高橋胡桃・玉川来夢・橋本瑠果と同じ事務所に所属。高橋とはワタナベエンターテインメントスクール10期生の同期で親しく、デビュー時から複数のアイドルユニットを共に組んでいる。倉田瑠夏、高橋、石田佳蓮とは、高校の同級生でもある。
朝日奈央、石田佳蓮はファッションモデル・ラブベリーナの先輩。ファッション誌・ラブベリー2011年11月号で初めて表紙を飾った時も朝日と一緒であった。その朝日とは特に親密で、愛称「なおりん」と呼ぶ。他のメンバーに対しても先輩後輩とか関係なく、ほぼ愛称で呼ぶ事が多い。ほか、元メンバーフォンチーとは家が近い。
同学年の4期生・倉田とはコンビ扱いされる機会が多く、2人を総称して「るかえで」と呼ばれる。2015年には『るかえで×アイドリング!!!』という共演番組もできている。5期生として加入した同学年の高橋、石田を含めた4人を総称して「くるかれで」（くるみ+るか+かれん+かえで）、もしくは「高1カルテット」（2012年度）と呼ぶこともある。
子供好きのメンバー菊地亜美から溺愛されていた。旧ブログタイトル「さんりんしゃで空を飛びたいな。」も菊地の考案によるもので、ブログ立ち上げの際、まだ名前が決まっていないと三宅と話しているのを聞いた菊地が、三宅の携帯電話からマネージャーに直談判し決まった。
グラビアアイドルオーディション『ミスヤングチャンピオン2013』グランプリを獲得した後、ファイナリスト16名によってアイドルユニット「ヤンチャン学園」が結成され、橋本も加入した。その中には元アイドリング!!!メンバーの小林麻衣愛がおり、2014年8月に両名が卒業するまでの約1年間共演した。

#### アイドリング!!!卒業
2015年10月末日、アイドリング!!!の活動終了に伴いグループを卒業した。約6年半在籍し、HIP♡ATTACKを含めたシングル18枚・アルバム6枚参加などの実績を残している。レギュラー番組『アイドリング!!!』にも同期間約800回出演した。
卒業コメント
「12歳の時、後に所属する事務所や大人側の意向でアイドリング!!!オーディションを勧められ、実際は受けるのが嫌だった。しかも活動当初の何年かは目まぐるしく、何をしたか全く覚えていない」と本心を明かした。しかし「加入してからは、メンバーや関係者から世話にもなり好きになった。アイドリング!!!じゃなかったらアイドルをやってこれなかった」と述べている。
番組MC・バカリズム升野については「当初自分は未熟で理解力に欠けていた。しかし意味不明な説明も、升野はいつも丁寧に解説してくれた」、同期について「ずっと面倒を見てもらい迷惑を掛けた。特に大川藍からは、一般常識のアドバイスを沢山受けた」と、それぞれに謝意を述べている。
グループについては「仕事で学生生活を殆ど満喫できず、そちらの思い出はあまり無かったが、それでもグループ活動で学べた事は大きかった」と心中を語っている。

## 作品

### 映像作品
イメージビデオ
- Start! 〜1stめーぷる〜（2009年11月27日、リバプール アイドルニッポン!!レーベル）
- Pretty!〜2nd めーぷる〜（2010年2月26日、リバプール）
- IDOL NOTE〜目指せアイドル!編 橋本楓〜（2012年12月21日、リバプール）
- IDOL NOTE〜ユニット結成編 橋本楓〜（2013年6月21日、リバプール）
- ミスヤングチャンピオン2013（2013年11月15日、イーネット・フロンティア）

### 音楽作品
配信曲
- わた♡チュー「恋のビシ☆バシ」

## 書籍

### 雑誌
- Hana*chu→（2009年8月号・2010年7月号 - 2011年5月号、主婦の友社） - 専属モデル
- ラブベリー（2011年7月号・2011年9月号 - 2012年3月号、徳間書店） - 専属モデル

### ムック
- DVD付!女の子をかわいく撮る108の方法MarkII（2010年3月2日、ぶんか社）ISBN 978-4821142774

## 出演

### テレビ
レギュラー・特別出演
- アイドリング!!!（2009年4月 - 2015年10月、フジテレビワンツーネクスト）
- アイドリング!!!日記 → アイドリング!!! (地上波版)（2009年4月 - 2015年11月、フジテレビ・フジテレビONE）
- 思い出さんぽ（三宅編2010年3月3日 - 29日 橋本編4月1日 - 29日、エンタ!371）
- シューイチ（2016年4月3日 - 2017年4月2日、日本テレビ系） - お天気キャスター
- バカリズム特番（2020年9月22日（21日深夜）・10月30日、フジテレビONE）

### テレビドラマ
- 確証〜警視庁捜査3課 第10話（2013年6月17日、TBS） - 瀬戸純 役
- よろず占い処 陰陽屋へようこそ 最終話（2013年12月17日、関西テレビ）
- 『踊る大空港、(略)』オリジナル再編集版（2017年2月4日、BS-TBS）

### 配信ドラマ
- シークレットガールズ（フジテレビ見参楽） - 主演：荒木まや 役[注 3]
  - Season1（2011年7月 - 2012年4月）
  - Season2（2012年7月 - 2013年4月）
- ゾウを撫でる（2013年11月14日、ネスレ日本公式YouTubeチャンネル）
- 踊る大空港、或いは私は如何にして 踊るのを止めてゲームのルールを変えるに至ったか。（2016年11月、ネスレシアター / AbemaTV）[44]

### 映画
- ヌイグルマーZ（2014年1月25日、キングレコード / ティ・ジョイ）

### オリジナルビデオ
- ぞくり。怪談夜話 7人の呪われた少女たち「ストーカー」(2014年12月、十影堂エンターテイメント) - 主演：ナミコ 役
- ぞくり。3 怪談夜話〜奇妙な呪い〜「ホラー映画鑑賞会」(2015年6月、十影堂エンターテイメント) - 主演：木村みき 役

### 舞台
- アリスインプロジェクト『ダウト!-国立公安女子校-』(2012年10月25日 - 28日、銀座博品館劇場) - ミノリ 役
- 劇団K助『CHANGE』(2014年9月3日 - 8日、下北沢 Geki地下Liberty) - 早紀 役
- ホットポットクッキング
  - 旗揚げ公演『失神タイムスリドル』(2016年4月29日 - 5月2日、新宿村LIVE) - 主演：ゆめこ 役
  - vol.2『憑依だよ！栗山ハルコさん』(2017年1月13日 - 19日、赤坂RED/THEATER) - アキ 役
  - vol.3 真夏の短編集『榊原さんは永遠に憂鬱なのかもしれない』(2017年7月26日 - 8月2日、中野 ポケットスクエア 劇場MOMO)
  - 番外編アトリエ公演『四人』 (2018年2月1日 - 4日、高円寺 明石スタジオ)
- GENKI Produce vol.15『家族と呼ばないで -I can't say it enough-』(2017年3月15日 - 20日、中野 ポケットスクエア テアトルBONBON) - ヒロイン
- A.R.P 4月公演『ザ・オールドボーイズ』(2017年4月13日、座・高円寺2) - ゲスト出演
- Flying Trip Vol.12『ブラックダイス』(2017年4月20日 - 24日、東池袋 あうるすぽっと) - 成沢芽生 役
- 第5回SANETTY Produce『都落ちコンダクターの一振』(2017年5月24日 - 29日、新宿村LIVE) - 綾小路イオリ 役
- 夜ふかしの会『堤幸彦+夜ふかしの会+おどろくべきゲストによる狂乱の120分』(2017年8月18日、中目黒キンケロ・シアター) - ゲスト[45]

### 配信テレビ・アプリ
- ワタナベガールズ着ボイス (2010年5月14日 - 、WE!ワタナベタウン / ワタナベガールズモバイル)
- ミスヤングチャンピオン2013ch (2013年10月 - 2014年5月、マシェリバラエティ)
- モブスタ☆ (2013年10月、AmebaStudio)
- WEッス! (2014年5月 - 2015年9月、AmebaStudio)
- 橋本楓 プレミアム放送/オフィシャル生放送 (2014年5月 - 2015年7月、AmebaStudio）/（2015年8月 - AmebaFRESH!Studio)
- るかえで×アイドリング!!! (2015年5月 - 7月、AmebaStudio)
- 原宿パーティー7 (2015年10月 - 2016年1月、AmebaFRESH!Studio）/（2016年1月 - 3月、AmebaFRESH!) - アシスタントMC
- きみだけLIVE『たまには、お話しましょう会』(mixi) - 元アイドリング!!!企画
  - 春(2016年4月3日) ・秋(2016年10月16日)
- 原宿パーティー9 (2016年5月 - 12月、AbemaTV FRESH!) - アシスタントMC
- ホットポットクッキング チャンネル (2017年6月 - 、Instagram Live) - 不定期配信
- アイドルING!!!〜ネクスト育成ング!!! (2017年10月 - 、FRESH!) - ※2017年9月パイロット版放送あり

### Webラジオ
- アイドリング!!!三宅ひとみと橋本楓のオールナイトニッポンモバイル (2009年12月16日 - )

### CM・広告・イメージモデル
- ネスカフェ エクセラ『北海道の牧場カフェオレ』(2010年11月8日、ネスレ日本)
- SPINNS『双子コーデ・モデル』(2013年12月、SPINNS) - 実妹・橋本瑠果と共演
- DEEP『PILE SETUP COLLECTION 2017』(2017年4月、ブラックフォックス)

### イベント
- 恋活遊園地in東京ドームシティ“しょこたんのマジカルサマー”中川翔子“妹分”発掘「ガールズオーディション」（2009年8月31日、東京ドームシティ）
- 橋本楓『Start!〜1stめーぷる〜』DVD発売記念イベント（2009年12月20日、ソフマップアミューズメント館8Fイベントスペース）
- 三宅ひとみ&橋本楓DVD発売記念スペシャル合同イベント&ミニライブ（2009年12月20日、ソフマップアミューズメント館8Fイベントスペース）
- ワタナベガールズだよっ! 全員集合 vol.1〜おもちもいいけど、ビスケもね☆〜（2010年1月10日、表参道FAB）
- お台場 ラーメンPARK（2010年2月28日、フジテレビ本社屋 1F広場 二代目つじ田ブース）
- Chu→Boh学園09年度卒業式→10年度入学式(2010年3月14日、日本青年館 中ホール)
- 橋本楓『Pretty!〜2nd めーぷる〜』DVD発売記念イベント（2010年3月27日、ishimaru soft 本店 7Fホール）
- 三宅ひとみ『三宅ひとみ特集増刊号!!!』&橋本楓『Pretty!〜2ndめーぷる〜』DVD発売記念合同イベント（2010年3月27日、ishimaru soft 本店 7Fホール）
- ワタナベガールズだよっ! 全員集合 vol.2〜桜もいいけど、ビスケもね☆〜（2010年3月28日、渋谷シアターTSUTAYA）
- ワタナベガールズだよっ! 全員集合 vol.3〜GWもいいけど、WGもね☆〜（2010年5月4日、表参道FAB）
- ワタナベガールズだよっ! 全員集合 vol.4 Special(2010年7月17日、原宿クエストホール）
- ワタナベガールズモバイル会員限定公演「ワタナベガールズだよっ! 全員集合 vol.4 +（）」(2010年8月1日、表参道GROUND ※7月25日までは表参道FAB）
- 「WECオンラインワークショップ」発表会イベント(2012年12月2日、WEC中目黒館）
- DVD『IDOL NOTE〜目指せアイドル!編 橋本楓〜』発売記念イベント（2012年12月24日、アキバ☆ソフマップ1号館 / 2013年1月12日、ソフマップアミューズメント館）[46]
- DVD『IDOL NOTE〜ユニット結成編 橋本楓〜』発売記念イベント（2013年6月29日、アキバ☆ソフマップ1号館 / 7月4日、アソビットシティ秋葉原）[47]
- 「ミスヤングチャンピオン2013」グランプリ発表会イベント(2013年9月19日、ホテルグランドパレス）
- DVD『ミスヤングチャンピオン2013』発売記念イベント (2013年11月24日、ソフマップアミューズメント館）
- SPINNS「双子コーデ」来店イベント (2013年12月23日、スピンズ福岡天神コア店）
- DVD『ミスヤングチャンピオン2013』バレンタインイベント (2014年2月1日、アキバ☆ソフマップ1号館）
- ヤンチャン学園 撮影会 (2014年3月31日・4月1日・6月15日、四ツ谷ボナスタジオ）
- 26秋 原宿交通安全パレード（2014年9月15日、日本看護協会ビル前）[7]
- 『ぞくり。3 怪談夜話 奇妙な呪い』DVD発売記念トーク&握手会（2015年6月7日、北沢タウンホール）
- 舞台『憑依だよ！栗山ハルコさん!』
  - チケット販売イベント個別握手会 (2016年11月30日、赤坂 黛スタジオ)
  - 後日イベント サイン握手会 (2017年1月21日、西神田 幅ビル)
- 第4回SANETTY公演『ロストマンブルース』前座ライブ (2016年12月23日、中野 ポケットスクエア テアトルBONBON)
- 舞台『榊原さんは永遠に憂鬱なのかもしれない』
  - チケット販売イベント個別握手会 (2017年6月24日、西神田 幅ビル)
  - 後夜祭 (2017年8月5日、西神田 幅ビル)
- Tokyo E-sports Festival (2017年11月18日 - 19日、お台場 フジテレビ本社屋)
- 舞台『四人』チケット販売イベント (2018年1月13日、西神田 幅ビル)
- 橋本姉妹〜オンラインファンミーティング〜（2022年4月2日、オンライン）
- 超！喰らいマックス（2022年5月2日、日比谷公園）[48]
- 橋本姉妹〜ファンミーティング〜（2022年6月18日、東京都品川区内某所）
- 第9回 ご当地鍋フェスティバル@日比谷公園（2022年11月27日、日比谷公園） - スペシャルアンバサダー